# بخش یاتنه
بخش یاتنه (به سوئدی: Götene kommun) یک ناحیه شهری در سوئد است که در شهرستان وسترا گوتلاند واقع شده‌است.